# Де Лонг (острови)
Де Ло̀нг (на руски: острова Де-Лонга) са група от 5 малки острова (Жанета, Хенриета, Бенет, Вилкицки и Жохов) в северната част на Източносибирско море на Северния Ледовит океан, в състава на Якутия, Русия. Обща площ около 228 km2. Максимална височина 426 m (на остров Бенет). Изградени са основно от базалти и пясъчници. Около половината от площта им е заета от ледена покривка.
Островите Де Лонг са наименувани в чест на своя откривател (през 1881 г.) американският полярен изследовател Джордж Вашингтон де Лонг, чиято експедиция завършва трагично. Той открива три от петте острова: Жанета (16 май 1881 г.), Хенриета (24 май) и Бенет (27 юли). Останалите два острова Вилкицки и Жохов са открити от руския хидрограф и полярен изследовател Борис Вилкицки съответно на 20 август 1913 г. и 27 август 1914 г..